# K2
K2 este al doilea munte ca înălțime din lume, după Everest. Are 8.611 metri, este situat la 1.500 km vest de Everest, în mijlocul Asiei. Litera K desemnează masivul Karakorum, uriașul lanț muntos aflat la nord-vest de Himalaya centrală, iar cifra 2 o ordine stabilită arbitrar de primii topografi.
K2 continuă să fie prezent pe cele mai multe hărți, deși încercările de a i se da un nume nu au lipsit. Spre exemplu, englezii au încercat, ca în cazul Everestului, să-i dea numele unui geograf de-al lor (Godwin Austen) care a efectuat, în 1861, ridicări topografice în împrejurimi. Au fost propuse și alte nume ca Akbar și Lamba Pahar, care în traducere literară înseamna "Muntele Mare", dar nici unul nu s-a impus. În ultima vreme numele de Chogori s-a răspândit mai mult, el fiind dat de locuitorii Baltistanului, pe teritoriul căruia se află (Chogo însemnând în dialectul balti "mare", iar ri "munte", deci "Muntele Mare"). Dar numele cifrat a intrat și în limbajul localnicilor, iar pronunția englezească "Kei tu" riscă să se statornicească definitiv.
În 1902 un grup de alpiniști au făcut prima tentativă pe K2. Această primă tentativă asupra celui de-al doilea munte al lumii s-a încheiat cu rezultate modeste. În cartea pe care conducătorul expediției, dr. Jacot-Guillarmond a scris-o după această expediție, el afirmă că al doilea munte al lumii poate fi urcat pe creasta sa nord-estică. Această părere a fost o invitație pentru alți îndrăzneți.

## Cucerirea muntelui K2
După cel de-Al Doilea Război Mondial se reiau tentativele de cucerire a lui K2. În 1953 profesorul geolog Ardito Desio întreprinde o călătorie preliminară în regiunea Baltoro. La Rawalpindi el se întâlnește cu membrii expediției americane condusă de dr. Charles Huston, care încerca să cucerească al doilea munte al lumii. El a putut culege, prin viu grai, amănunte și informații prețioase asupra itinerarului. Apoi a urcat la tabăra de bază de unde a studiat cu mare atenție creasta Abruzzi de-a lungul căreia urma să-și croiască drumul expediția italiană. Revenit în Italia, profesorul Desio a întocmit un plan amănunțit. Acesta privea în egală măsură partea alpinistică (cucerirea lui K2), cât și cercetările științifice ce urmau să se efectueze.
Desio a conceput o expediție grea. Ea a fost finanțată de Consiliul Național de Cercetări și Comitetul Olimpic Italian. O comisie a Clubului Alpin Italian a selecționat un lot de 23 de alpiniști, elemente de primă mână, a căror vârstă nu cobora sub 23 de ani și nu depășea 47 de ani. Dintre aceștia, după multe verificări sunt reținuți pentru expediția pe K2 11 alpiniști.
Din grupul condus de Ardito Desio, pe lângă alpiniști, mai faceau parte un topograf, un antropolog, un geolog, un medic și un operator de film.
Între 5 și 20 aprilie 1954 s-a efectuat drumul dintre Italia și Pakistan. Între 18 și 27 aprilie bagajele și membrii expediției au fost transportați pe calea aerului de la Rawalpindi la Skardu. Pe 30 aprilie, primul eșalon al caravanei, format din 270 de porteri, a pornit pe drumul lung spre tabăra de bază; urmează apoi un grup format din 172 de porteri; iar a treia zi un ultim grup format din 60 de porteri, în total 502 porteri. Cîteva zile de ninsoare au îngreunat marșul expediției pe uriașul ghetar Baltoro și au determinat dezertări în rândurile porterilor. Odată cu schimbarea vremii, după 23 mai, a început să se îmbunătățească și situația expediției. Între timp, alpiniștii au deschis drumul pe creasta Abruzzi, recunoscând amplasamentele taberelor 1 (la 5.400 m) și 2 (la 5.800 m).
Planul întocmit de dr. A. Desio prevedea echiparea integrală cu pitoane și corzi fixe a traseului de escaladă și ocuparea unei tabere superioare doar după ce precedenta era suficient de aprovizionată și echipată.
De abia la 7 iulie Abram și Gallotti au ajuns la amplasamentul taberei 6 și a reușit să echipeze traseul cu corzi fixe. A urmat apoi o perioadă prelungită de viscol, care a îngrijorat pe toată lumea.
Pe 24 iulie, pe un vânt destul de puternic, Abram, Bonatti, Gallotti și Lacedelli au urcat la tabăra 7, unde s-au instalat.
Pe 28 iulie, la 7.700 m, este ridicat cortul taberei 8, în care au rămas să înnopteze Compagnoni și Lacedelli.
Cei doi, pe o vreme splendidă, încep să urce la 30 iulie 1954. La 8.050 m altitudine, ei montează micul cort al ultimei tabere (tabăra 9). La ora 15.30, Bonatti, Abram și Mahdi pornesc cu aparatele de oxigen și alimente spre tabara 9. Imediat după ce depășesc peretele de gheață, Abram este nevoit să se întoarcă. Cu perseverență, Bonatti și Mahdi continuă să înainteze, și o dată cu seara ajung la poalele crestei stâncoase pe care se afla montat cortul taberei de asalt. Din cauza întunericului ei nu se mai puteau întoarce la tabara 8 dar nici să ajungă la tabăra 9, de care îi desparțeau o serie de stânci periculoase; ei își fac două găuri în zăpadă și petrec în ele, la aproape 8.000 m, o noapte groaznică.
La 31 iulie, Compagnoni și Lacedelli au ieșit din cort odată cu zorile. Deasupra lor cerul era degajat, dar dedesubt se afla o mare compactă de nori ce nu prevestea nimic bun. Privind pantele de zăpadă de sub creasta stâncoasă pe care se aflau, ei au văzut la un moment dat o siluetă... Sunt atît de surprinși de această apariție, încât nici nu le venea să creadă. Bonatti și Mahdi aduseseră aparatele de oxigen atât de necesare asaltului.
Deși timpul era nesigur, Compagnoni și Lacedelli au pornit cu hotărâre spre vârf. După eforturi la limita posibilității omenești, la 31 iulie 1954, la ora 18.00, vârful celui de-al doilea munte al lumii este cucerit de alpiniștii italieni Achille Compagnoni și Lino Lacedelli.

## Români pe K2
Alpinistul timișorean, stomatolog în vârstă de 27 de ani, Horia Colibășanu, de la Clubul Sportiv "Alternative", a reușit la data de 28 iulie 2004 prima ascensiune românească pe temutul vârf himalayan K2, devenind singurul român care a reușit să ajungă pe culmea acestui pisc, apreciat a fi cel mai dificil de escaladat din lume. Colegii săi au considerat aceasta ca fiind cea mai mare performanță din alpinismul românesc din toate timpurile.
Reușita este extraordinară și dacă avem în vedere că Horia s-a aflat pentru prima oară la o altitudine de peste 8000 m. Românul a plecat spre vârf împreună cu spaniolul Inaki Ochoa, cei doi ajungând pe culmea K2 miercuri dimineața în jurul orei 9, ora locală.

## Legături externe
- Himalaya-Info.org page on K2 (German)
- How high is K2 really? Arhivat în 23 august 2010, la Wayback Machine.—Measurements in 1996 gave 8614.27±0.6 m a.m.s.l
- Aleister Crowley's account of the 1902 K2 expedition
- The climbing history of K2 from the first attempt in 1902 until the Italian success in 1954.
- „Sample of K2 poster product including Routes and Notes” (PDF). (235 KB) From Everest-K2 Posters
- Northern Pakistan—highly detailed placemarks of towns, villages, peaks, glaciers, rivers and minor tributaries in Google Earth  Arhivat în 4 februarie 2012, la Wayback Machine.
- Map of K2
- List of ascents to December 2007
- 'K2: The Killing Peak' Men's Journal November 2008 feature
- Achille Compagnoni —Daily Telegraph obituary
- Dr Charles Houston —Daily Telegraph obituary
- k2climb.net Arhivat în 3 martie 2016, la Wayback Machine.

## Vezi și
- Listă de munți din China